# کلی (مین)
کلی(به انگلیسی: Calais) شهری در ایالت مین کشور ایالات متحده آمریکا است که جمعیت آن در سرشماری سال ۲۰۱۰ میلادی، ۳٬۱۲۳ نفر بوده‌است.

## نگارخانه

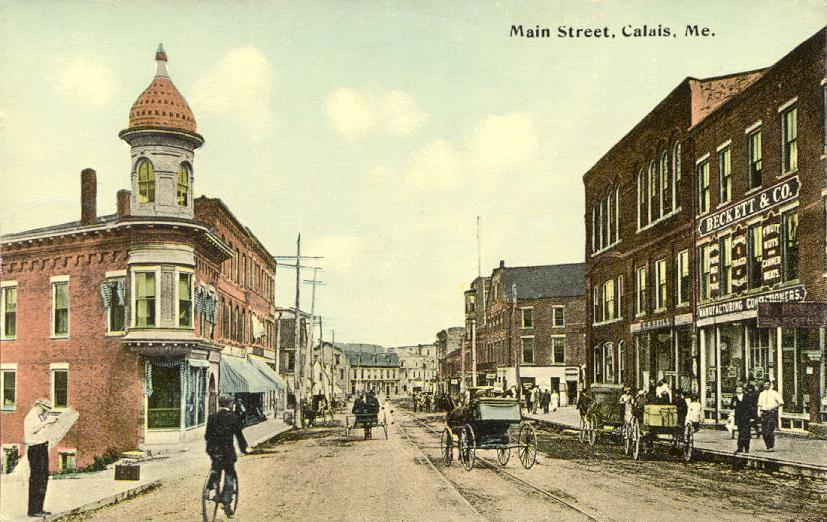
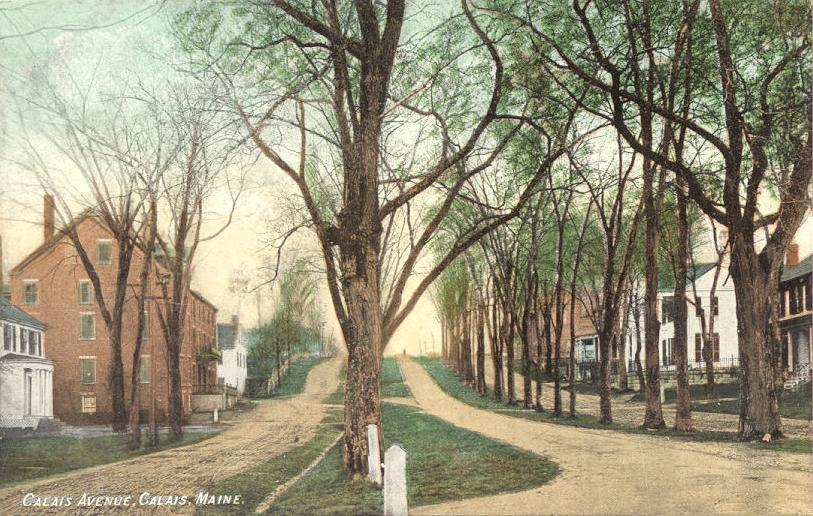
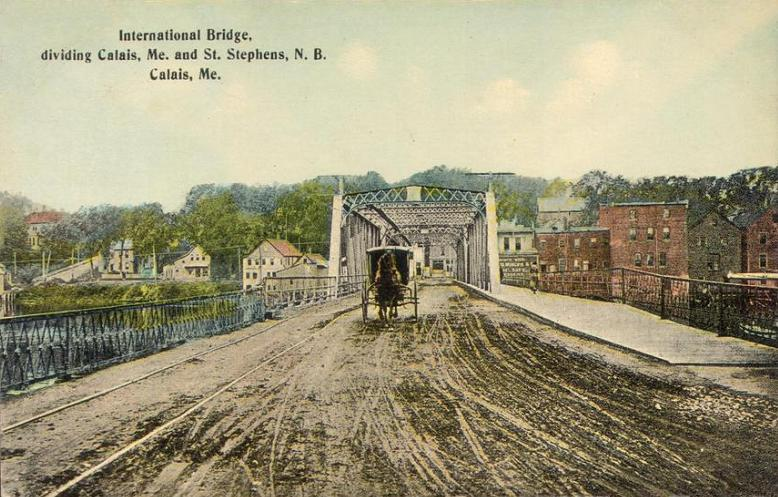
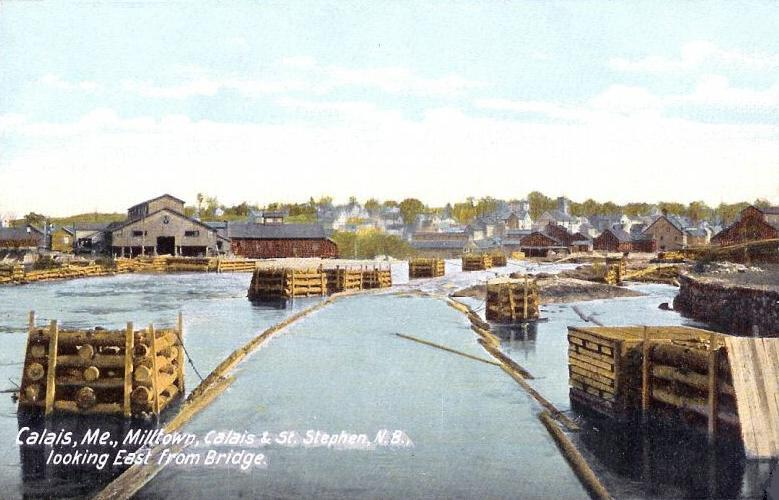